# Constant Feith
Jonkheer Constant Wilhelm Feith (Haia, 3 de agosto de 1884 - 15 de setembro de 1958) foi um futebolista neerlandês, medalhista olímpico.
Nico Bouvy competiu nos Jogos Olímpicos de Verão de 1912 em Estocolmo. Ele ganhou a medalha de bronze.